# General Carrera/Buenos Aires
Jezero General Carrera (čileanska strana) ili jezero Buenos Aires (argentinska strana) je jezero koje se nalazi u Patagoniji, a djele ga Argentina i Čile. Oba imena su međunarodno prihvaćena.
Jezero ima površinu od 1.850 km² od čega se većim dijelom ili 970 km² nalazi u čileanskoj regiji Aisén, a manjim dijelom ili 880 km² u argentinskoj pokrajini Santa Cruz, time je najveće jezero u Čileu, a četvrto po veličini u Argentini. U zapadnom djelu jezero ima maksimalnu dubinu od 586 metara.
Jezero je ledenjačkog podrijetla i okružen je Andskim masivom. Iz jezera ističe rijeka Baker koja se kasnije ulijeva u Tihi ocean.

## Vanjske poveznice
|  | Zajednički poslužitelj ima još gradiva o temi General Carrera/Buenos Aires |